# 대만의 로마 가톨릭교회
신해 혁명 이후 1922년 교황청의 대표가 중화민국 베이징시에 부임했으며, 1942년에 양국은 수교하였다. 1946년 중국교구가 설립되면서 난징시에 주중 교황 대사관(라틴어: Nuntiatura Apostolica in Sinis)이 설치되었다. 교황의 훈령은 중국 교회의 상황을 거의 혁명적인 방식으로 바꾸었다.
수세기 동안 가톨릭교회는 중국인들에게 종교적으로 접근하기가 매우 어려웠다. 가장 큰 원인은 역시 가톨릭교회가 죽은 가족에게 제사를 바치며 예를 표하는 중국 현재의 유교적 관습을 미신행위로 보고 엄격하게 금지한 것이다. 중국인들에게 있어 조상 제사는 옛날부터 내려온 미풍양속이었지만, 교황청에서 바라볼 때는 교회의 가르침에 어긋나는 우상숭배에 불과했다. 그 결과, 중국 내에서 가톨릭교회의 교세는 극히 미미한 수준에 불과하였다. 조상 제사 금지에 관한 교황청의 가르침은 20세기에 와서 바뀌게 되었다. 교황 비오 12세가 1939년 《중국 의례에 관한 훈령》을 통해 조상 제사에는 종교적인 의미가 없다고 선언함으로써 조상 제사에 대해 관용적인 조치를 취한 것이다. 교황청 포교성은 《이제는 분명히》(Plane Compertum)라는 담화문을 통해, 중국인 신자들에게 조상 제사가 거행될 때 단순히 사회적 관습의 의미로만 거행될 경우에는 적극적으로 참여해도 되지만, 만일 그 예절 속에 종교적이거나 미신적인 요소가 있을 경우에는 소극적으로 참여하도록 당부하였다. 교황청이 이렇게 조상 제사를 부분적으로나마 허용한 배경에는 조상제사가 미신이나 우상숭배가 아니라 사회 문화적 풍속이라고 전향적으로 해석했기 때문이다.
대만은 1514년 이래 사법 지역에 속해 있었으며, 당시 포르투갈의 푼샬 교구에 속해 있었다. 대만은 전교 지역이었기 때문에 어느 정도 가톨릭교회의 조직적인 활동이 있었다. 일본 제국의 대만 점령 이후, 1913년 대만 교회는 샤먼 교구로부터 독립하여 대목구가 세워졌으며, 1949년 가오슝 교구로 개칭하였다.
1949년에 중국 대륙에는 중화인민공화국이 건국되었으며 중화민국 정부는 타이베이시로 옮겼다. 바티칸 대사 안토니오 리베리 주교는 1951년까지 중국 대륙에 주재하다 중국 공산당에 의해 추방당하여 동년 9월 6일 영국령 홍콩에 도착했으며, 1952년부터 타이베이시에 머무르고 있다. 한편 중국 대륙 베이징시에 바티칸 시국의 대사관을 세우려는 시도는 교황청이 중화인민공화국의 요구를 받아들이지 않아 무위에 그쳤다. 중화인민공화국은 교황청이 중화민국과의 모든 관계를 단절하고 종교와 인권을 이유로 내정에 일체 간섭하지 말라는 조건을 제시하였다. 중화인민공화국과 바티칸 시국은 현재까지도 어떠한 외교적 관계도 맺고 있지 않다.
제2차 세계 대전이 종식된 후, 약 4만여 명의 중국인이 가톨릭 신자가 되었다. 국공 내전 이전의 중국 대륙의 가톨릭교회는 20개의 대교구, 85개의 교구, 3080개의 선교단체, 2557명의 사제 등을 보유하고 있었다. 현재 중화민국의 가톨릭 신자는 전체 국민의 약 1.5~2%에 해당한다.

## 같이 보기
- 중국의 로마 가톨릭교회
- 대만의 로마 가톨릭 교구 목록